# Talisia subalbens
Talisia subalbens là một loài thực vật có hoa trong họ Bồ hòn. Loài này được (Mart.) Radlk. miêu tả khoa học đầu tiên năm 1878.